# Dermatofitose
Dermatofitoses são infeções fúngicas da pele. Geralmente resultam em pele vermelha e escamosa, prurido e erupções cutâneas circulares. Na área afetada pode ocorrer queda de pelo. Os sintomas têm início de 4 a 14 dias após exposição ao fungo. A condição pode afetar várias áreas da pele em simultâneo.
As dermatofitoses podem ser causadas por cerca de 40 fungos diferentes. Os mais comuns são os dos géneros Trichophyton, Microsporum ou Epidermophyton. Entre os fatores de risco estão a utilização de balneários públicos, desportos de contacto como o wrestling, suor excessivo, contacto com animais, obesidade e deficiência imunitária. As infeções podem ser transmitidas a partir de outros animais ou entre pessoas. Em muitos casos, o diagnóstico baseia-se na aparência da pele e nos sintomas. É possível confirmar o diagnóstico com cultura microbiológica ou observação ao microscópio de uma amostra de pele.
A prevenção consiste em manter a pele seca, não caminhar descalço em locais públicos e não partilhar objetos de uso pessoal. O tratamento geralmente consiste na aplicação de pomadas antifúngicas como o clotrimazol ou miconazol. Quando a doença afeta o couro cabeludo, pode ser necessária a administração de antifúngicos por via oral, como o fluconazol.
Em todo o mundo, cerca de 20% da população encontra-se infetada com dermatofitoses em qualquer dado momento. As infeções das virilhas são mais comuns em homens, enquanto as infeções do corpo e do couro cabeludo afetam ambos os sexos de igual forma. As infeções do couro cabeludo são mais comuns em crianças, enquanto as infeções das virilhas são mais comuns entre idosos. As descrições da doença remontam à Antiguidade.